# Modul (űrhajózás)
Modul, a szovjet űrkutatás technikai fejlődése során szabványos rendszerben kialakított, a többi modulhoz szorosan kapcsolódó szerkezeti egység. A kisebb modulok (elemek) összessége hozza létre az ember által életvitelszerűen használt (nagy) kész rendszert.

## Alapfogalom
A modul technikai fogalma. Az űrprogramok tekintetében (űrhajók, űrállomások) akkor moduláris felépítésű az űreszköz, ha egyes alkatrészeit, egyes elemeit mint szerkezeti egységeket kivehetnek, illetve kicserélhetnek. Egy-egy modulon belül a speciálisan összpontosított (kutatás) szolgáltatás miatt sűrűbb az információáramlás, mint a modulok között. A modulok szerkezetileg (energia ellátás, informatikai adatrögzítés) csak érintkeznek az űreszköz egészével, ezért cserélhetők.
A modulok cserélhető részek, amelyek önmagukba építve (vagy az űrhajós közreműködésével) végezik tervezett programjukat, valamit az űreszköz teljes funkciójából.

## Szükségesség
Az első és a második generációs Szojuz űrhajók kettő modulból tevődtek össze, a felszálló/visszatérő parancsnoki kabinból, valamint az orbitális egységből. Visszatérésekor az orbitális modul (egység) levált, belépve a légkörbe megsemmisült, csak a parancsnoki modul (kabin) tér vissza a Földre.
A világűrben történő mentéshez, az űrállomásokhoz történő kapcsolódáshoz szükségszerűvé vált a dokkoló modul kialakítása. Továbbfejlesztett változata tette lehetővé, hogy az amerikai űreszközök, Apollo űrhajó illetve az űrrepülőgépek kapcsolódhassanak a szovjet/orosz emberes űreszközeivel.
A Mir űrállomás hét hermetikus modulját külön állították pályára, és azokat az űrben állították össze. A modulok szállításához orosz részről a Proton hordozórakétát, az amerikai fél az űrrepülőgépet használta.